# コパ・アルヘンティーナ
コパ・アルヘンティーナ（スペイン語: Copa Argentina）は、アルゼンチンで行われるサッカーのカップ戦である。アルゼンチンサッカー協会 (AFA) によって組織される。

## 1969年と1970年の大会

### 歴史
ヨーロッパにおけるUEFAカップウィナーズカップと同様の大会として、1970年に南米サッカー連盟 (CONMEBOL) によってコパ・ガナドーレス・デ・コパという国際大会が新設された。それまで、アルゼンチンは国内カップ戦を開催していなかったが、1969年にスペインのコパ・デル・レイを手本として本大会が創設され、優勝クラブがコパ・ガナドレス・デ・コパ出場権を得ることになった。翌年のコパ・リベルタドーレスに出場するクラブを除いたプリメーラ・ディビシオン（1部）のクラブに加え、各地域リーグの成績最優秀クラブも参加した。
1969年大会にはプリメーラ・ディビシオンの全クラブと各地域リーグの成績最優秀クラブが参加したが、すでにコパ・リベルタドーレス出場権を得ていたベレス・サルスフィエルド（1968ナシオナル優勝）、リーベル・プレート（1968ナシオナル準優勝）、エストゥディアンテス（コパ・リベルタドーレス1968優勝）は不出場であった。ボカ・ジュニアーズとアトランタが決勝に進出し、ボカが2試合合計2-0で勝利して優勝した。しかし、ボカはリーグ戦（1969ナシオナル）でコパ・リベルタドーレス出場権を得ていたため、1970年のコパ・ガナドレス・デ・コパにはアトランタが出場することになった。
1970年大会は、既にコパ・リベルタドーレス出場権を得ていたボカ（1969ナシオナル優勝）、リーベル（1969ナシオナル準優勝）、エストゥディアンテス（コパ・リベルタドーレス1969優勝）が不出場であったが、それ以外のプリメーラ・ディビシオンの全クラブが出場した。また、プリメーラB・ナシオナル（2部）で優勝したフェロ・カリル・オエステも出場し、さらに13の各地域リーグの優勝クラブも出場した。大会は1970年3月に開幕したが、大会日程が長引き、サン・ロレンソとベレス・サルスフィエルドの決勝進出が決まった時には既に年を越していた。コパ・ガナドレス・デ・コパの1971年大会は既に開幕していたが、グループ1はアルゼンチンからの出場クラブに加えてボリビアからの出場クラブも決定しておらず、さらにウラカン・ブセオ（ウルグアイ）とデポルテス・コンセプシオン（チリ）は出場資格が不明瞭なまま参加していたため、大会の主催者は1971年の同大会を公式な大会ではなく親善大会とすることを発表した。1971年3月に決勝のファーストレグが行われて2-2で引き分けたが、セカンドレグは行われなかった。結局、1971年のコパ・ガナドレス・デ・コパにアルゼンチンから出場したクラブはなかった。移動にかかるコストが各クラブの負担となり、また興行収入も思わしくなかったため、1971年以降は大会の開催自体がなくなった。

### 形式
32クラブがホーム・アンド・アウェーで対戦する。勝利には2、引き分けには1、敗北には0の勝ち点が与えられ、2試合でより多くの勝ち点を獲得したクラブが次ラウンドに勝ち上がる。両クラブの勝ち点が並んだ場合は、2試合合計得点数の多いクラブが勝ち上がりとなり、得点数も並んだ場合は失点数が少ないクラブが勝ち上がりとなる。それでも決まらない場合は、セカンドレグ後にPK戦を行って勝ち上がりクラブを決定する。

## 2011年以降の大会

### 歴史
2011年、本大会が41年ぶりに開催されることになった。2011-12シーズンの大会は2011年8月31日に開幕し、2012年8月8日に行われた決勝戦ではボカ・ジュニアーズがラシン・クルブを2対1で下し、2度目の優勝を飾った。決勝は7月初旬に開催される予定であったが、決勝に進出したボカがコパ・リベルタドーレスでも決勝に出場したことで、ボカとラシンの決勝は8月8日に延期された。このため、2012クラウスーラ限りで退団したボカのフアン・ロマン・リケルメは決勝に出場せず、またラシンも多くの選手が入れ替わった状態で決勝に臨んだ。

### 形式
スーペルリーガ（1部）やプリメーラB・ナシオナル（2部）のクラブに加え、全国リーグの5部までのクラブと、地域リーグのアルヘンティーノA（6部に相当する）とアルヘンティーノB（7部に相当する）のクラブが参加する。大会はトーナメント方式で争われ、優勝クラブは翌年のコパ・リベルタドーレス出場権を得る。スーペルリーガのクラブはラウンド32から出場し、ラウンド16から準決勝まではホーム・アンド・アウェーで行われる。決勝は中立地で1試合のみ開催される。優勝クラブは2012年に創設されたスーペルコパ・アルヘンティーナの出場権を得る。

## 歴代優勝クラブ
| シーズン | 優勝                           | スコア                         | 準優勝                                 |                                |
| -------- | ------------------------------ | ------------------------------ | -------------------------------------- | ------------------------------ |
| 1969     | ボカ・ジュニアーズ             | 3-10-1                         | アトランタ                             |                                |
| 1970     | 途中打ち切り                   | 途中打ち切り                   | ベレス・サルスフィエルドサン・ロレンソ |                                |
| 2011-12  | ボカ・ジュニアーズ             | 2-1                            | ラシン・クラブ                         |                                |
| 2012-13  | アルセナル                     | 3-0                            | サン・ロレンソ                         |                                |
| 2013-14  | ウラカン                       | 0-0 (5-4 p)                    | ロサリオ・セントラル                   |                                |
| 2014-15  | ボカ・ジュニアーズ             | 2-0                            | ロサリオ・セントラル                   |                                |
| 2015-16  | リーベル・プレート             | 4-3                            | ロサリオ・セントラル                   |                                |
| 2016-17  | リーベル・プレート             | 2-1                            | アトレティコ・トゥクマン               |                                |
| 2017-18  | ロサリオ・セントラル           | 1-1 (4-1 p)                    | ヒムナシア・ラ・プラタ                 |                                |
| 2018-19  | リーベル・プレート             | 3-0                            | セントラル・コルドバ                   |                                |
| 2019-20  | ボカ・ジュニアーズ             | 0-0 (5-4 p)                    | タジェレス                             |                                |
| 2020-21  | COVID-19パンデミックにより中止 | COVID-19パンデミックにより中止 | COVID-19パンデミックにより中止         | COVID-19パンデミックにより中止 |
| 2021-22  | パトロナート                   | 1-0                            | タジェレス                             |                                |
| 2023     | エストゥディアンテス           | 1-0                            | デフェンサ                             |                                |

## クラブ別優勝回数
| クラブ                   | 優勝 | 準優勝 | 優勝年                         | 準優勝年                 |
| ------------------------ | ---- | ------ | ------------------------------ | ------------------------ |
| ボカ・ジュニアーズ       | 4    | -      | 1969, 2011-12 2014-15, 2019-20 | -                        |
| リーベル・プレート       | 3    | -      | 2015-16, 2016-17 2018-19       | -                        |
| ロサリオ・セントラル     | 1    | 3      | 2017-18                        | 2013-14, 2014-15 2015-16 |
| アルセナル               | 1    | -      | 2012-13                        | -                        |
| ウラカン                 | 1    | -      | 2013-14                        | -                        |
| パトロナート             | 1    | -      | 2021-22                        | -                        |
| エストゥディアンテス     | 1    | -      | 2023                           | -                        |
| タジェレス               | -    | 2      | -                              | 2019-20, 2021-22         |
| アトランタ               | -    | 1      | -                              | 1969                     |
| ラシン・クラブ           | -    | 1      | -                              | 2011-12                  |
| サン・ロレンソ           | -    | 1      | -                              | 2012-13                  |
| アトレティコ・トゥクマン | -    | 1      | -                              | 2016-17                  |
| ヒムナシア・ラ・プラタ   | -    | 1      | -                              | 2017-18                  |
| セントラル・コルドバ     | -    | 1      | -                              | 2018-19                  |
| デフェンサ               | -    | 1      | -                              | 2023                     |

## 歴代得点王
各大会の得点王は以下の通り。
| シーズン | 選手                                                                         | 得点数                         | 所属クラブ                                                         |
| -------- | ---------------------------------------------------------------------------- | ------------------------------ | ------------------------------------------------------------------ |
| 1969     | ダニエル・ケヴェド                                                           | 7                              | ラヌース                                                           |
| 1970     | ルベン・アジャラ                                                             | 5                              | サン・ロレンソ                                                     |
| 2011-12  | ラモン・アビラ                                                               | 3                              | サルミエント                                                       |
| 2012-13  | ダニエル・ベラ                                                               | 5                              | トリタン・スアレス                                                 |
| 2013-14  | マリアーノ・ゴロシート ウォルター・イバニェス                                | 5                              | クラブ・ルハンクラブ・サンジュスティノ                             |
| 2014-15  | ルイス・ルマ                                                                 | 5                              | ベレス・サルスフィエルド                                           |
| 2015-16  | ルーカス・アラリオ                                                           | 7                              | リーベル・プレート                                                 |
| 2016-17  | マクシミリアーノ・トュネッシ                                                 | 7                              | ソル・デ・マヨ                                                     |
| 2017-18  | ルイス・シルバ ヘクトル・ルエダ                                              | 5                              | サルミエントリンコン                                               |
| 2018-19  | クリスティアン・ドゥマ                                                       | 4                              | ダグラス・ヘイグ                                                   |
| 2019-20  | ミチャエル・サントス                                                         | 4                              | タジェレス                                                         |
| 2020-21  | COVID-19パンデミックにより中止                                               | COVID-19パンデミックにより中止 | COVID-19パンデミックにより中止                                     |
| 2021-22  | ヘスス・ダトロ マルセロ・エスティガリビア                                    | 4                              | バンフィエルドパトロナート                                         |
| 2023     | ガブリエル・アバロス エンソ・アリエル・フェルナンデス ミゲル・メレンティエル | 3                              | アルヘンティノス・ジュニアーズクラブ・アルマグロボカ・ジュニアーズ |